# Наступление на Сеговию
Наступление на Сеговию (исп. Ofensiva de Segovia) — военная операция, проведенная в годы гражданской войны в Испании республиканской армией с 30 мая по 4 июня 1937 года на Центральном фронте с целью отвлечь силы националистов от их наступления на Бильбао, предотвратить падение северной зоны и занять город Сеговия. После краткого начального успеха наступление провалилось из-за недостатка опыта у республиканцев и превосходства националистов в воздухе.

## Планы, позиции и силы сторон
Новому правительству Испанской республики, сформированному в середине мая доктором Хуаном Негрином, срочно требовалась значительная победа, поэтому оно поручило подготовить план внезапной атаки на Сеговию, с намерением захватить столицу провинции и углубиться в территорию врага в направлении Вальядолида. С другой стороны, в случае успеха наступления, которое, как считалось, не представляло особых трудностей, предполагалось отвлечь силы националистов от их наступления на Бильбао и предотвратить падение северной зоны.
Высоты Навасеррады, расположенные северо-западнее Мадрида и удерживаемые республиканцами, представлялись удобным местом для наступления, так как доминировали над Ла-Гранхой и долиной Эресмы, которая не имела значительных естественных препятствий вплоть до Сеговии. Кроме того, сосновые леса в этом районе способствовали незаметному сосредоточению войск. Сеговия была важным коммуникационным узлом и стратегическим пунктом, откуда можно было угрожать Старой Кастилии.
С республиканской стороны позиции в районе предполагавшегося наступления занимал армейский корпус (три дивизии) под командованием полковника Морионеса. Они оборонялись от границы Мадрид — Гвадалахара до Лос-Молиноса.
В наступление, спланированное начальником генерального штаба полковником Висенте Рохо, предполагалось направить бригады, в том числе и интернациональные, перебрасываемые из тыла. Общее командование осуществлял командующий Центральным фронтом (или армией Центра) генерал Хосе Миаха. Непосредственно командовать наступлением должен был генерал Вальтер (он же Кароль Сверчевский). Силы республиканцев, предназначенные для операции, составляли около 13 000.
Генерал Хосе Варела, командовавший 75-й дивизией и отвечавший за этот сектор обороны у националистов, считал, что в случае наступления основные усилия противника будут направлены на позиции при Ла-Гранхе, а наиболее уязвимый пункт в обороне — Кабеса-Гранде. Поэтому, выполняя его просьбу о подкреплении, в Ревенге и Ла-Гранхе были размещены три новых батальона. Всего силы националистов, удерживавшие позиции в этом секторе, составляли около 10 000. Зигзагообразные траншеи глубиной 65 см окружали Ла-Гранху. Все подъезды к поселку простреливались из пулеметов. Двенадцать орудий усиливали оборону. Кое-где через колючую проволоку было пропущено электричество. Подъездная дорога от Ла-Гранхи к Валсайну была забаррикадирована бревнами.
Наступление республиканцев для националистов стало очевидным, когда в течение 28 и 29 мая более 100 грузовиков были замечены двигавшимися в направлении франкистских позиций. Все грузовики прибывали к месту назначения с включенными фарами.

## Наступление
30 мая
В воскресенье 30 мая, в 5.40, наступление начинается с массивной бомбардировки авиацией республиканцев франкистских позиции в Крус-де-ла-Гальега, Кабеса-Гранде, Матабуэйесе, Валсайне и Ревенге.
В 6 часов утра республиканцы начали наступление двумя батальонами 69-й бригады на Кабеса-Гранде и Крус-де-ла-Гальега. Крус-де-ла-Гальега захвачен без боя. К вечеру 69-я бригада, несмотря на поддержку танков, остановлена у Кабеса-Гранде и холма Матабуэйес.
Правее 11-я интернациональная бригада, наступавшая на Серро-дель-Пуэрко, была остановлена у колючей проволоки огнем артиллерии националистов. В 07.00 прибыли семь танков Т-26, чтобы разблокировать ситуацию, и задержавшаяся на марше 14-я интернациональная бригада. Франкистские ВВС бомбят республиканцев. Не сумев продвинуться за день, батальоны 14-й интербригады закрепились перед окопами националистов в Валсайне и Серро-дель-Пуэрко.
На северном фланге 31-я бригада начала атаку и, выйдя за пределы Ла-Гранхи, к 11.30 перерезала дороги, ведущие к Сеговии и Торрекабальеросу.
В этот критический момент табор (эквивалент батальона) марокканцев, переброшенный на грузовиках, прибыл к Ла-Гранхе и восстановил положение.
Отвлекающий манёвр против Альто-дель-Леон, проведенный силами 29-й и 30-й бригад, был неудачным из-за отсутствия поддержки с воздуха, так что республиканские части едва могли покинуть свои исходные позиции.
31 мая
31 мая в 6:00 начинается очень интенсивный артобстрел Кабеса-Гранде и возвышенности Кабеса-Гатос. В 7.50 республиканская авиация атаковала франкистские позиции у Крус-де-ла-Гальега и Кабеса-Гранде. При поддержке танков республиканская пехота атаковала Кабеса-Гранде и в 12.00 захватила позиции националистов.
В центральном секторе, у Валсайна, Ла Прадера и Серро-дель-Пуэрко, к середине дня националисты, подкрепленные табором марокканцев, отбили все атаки республиканцев, понесших тяжелые потери. Одни интербригадовцы бегут, другие отказываются идти в атаку. Для поддержания порядка применяется децимация. 14-я интербригада только после четвёртой фронтальной атаки, лично руководимой генералом Вальтером, к концу дня сумела захватить часть Серро-дель-Пуэрко.
На правом фланге в 13:20 силы республиканской 31-й бригады атакуют по нескольким направлениям, проникая между Аталая и стекольным заводом. Они входят в сады Ла Гранхи и завязывают бой за Реаль Ситио (Королевский дворец). Ла-Гранха окружена и частично захвачена. Генерал Варела лично организовал оборону, перебросил несколько рот марокканцев и сумел удержать её под своим контролем.
1 июня
1 июня, во вторник, в 00.15 генерал Миаха приказывает приостановить все действия в секторе Альто-дель-Леон, сосредоточив все действия в секторе Ла-Гранха.
В полночь 14-я интернациональная бригада пытается атаковать у Валсайна, но её обнаруживают и отбивают пулеметами. Одновременно 31-я бригада продвинулась вперед, но узнав, что перед ней марокканцы, республиканцы отступили.
В левом секторе, В 5.30 ч, выполняя приказы Вальтера, 21-я бригада, поддерживаемая силами, защищавшими Кабеса-Гранде, начинает один из лучших манёвров во всем наступлении: она спускается по Кабеса-Гатос на равнину, захватив Ла-Касону и Касерио де Сантильяна. В 8.00 достигает дороги из Ла Гранхи в Ревенгу и, повернув на 180°, атакует позицию националистов у Матабуэйеса с тыла, таким образом перерезав франкистскую оборонительную линию. В этой критической для националистов ситуации только их авиация и артиллерия смогли приостановить продвижение 21-й бригады, а прибывший на грузовиках батальон иностранного легиона контратакует и деблокирует позицию на холме Матабуэйес.
В 12 часов дня Варела, учитывая истощение республиканцев, при поддержке артиллерии атакует Кабеса-Гранде и захватывает её.
С 17:00 до 21:00 республиканцы силами 69-й и 21-й бригад при поддержке артиллерии и пяти танков Т-26 безрезультатно пытаются отбить Кабеса-Гранде.
В центральном секторе в 14:00 14-я интербригада при поддержке танков пыталась овладеть поселком Валсайн, но пехота, сдерживаемая интенсивным ружейным огнем франкистов, не последовала за танками.
В 20:00 14-я интербригада предприняла попытку удара на Серро-дель-Пуэрко с двух разных точек. Варела немедленно приказывает атаковать её из Матабуэйеса во фланг, тем самым парализуя опасный республиканский манёвр, и хотя стратегическая ситуация не меняется, националисты останавливают продвижение, подбив 5 танков в Валсайне.
В правом секторе Ла-Гранха продолжала подвергаться артиллерийскому и авиационному обстрелу, но так и не была захвачена 31-й бригадой, которая только смогла установить связь с двумя батальонами 14-й на своем левом фланге. Республиканские войска несут большие потери, что снижает их моральный дух.
2 июня
В среду, 2 июня, республиканцы предприняли последнюю большую попытку наступления. Генерал Миаха приказал подполковнику Галану, который принял командование, провести новую атаку силами 69-й и 21-й бригад против Кабеса-Гранде. В 18:00 и 20:45 республиканцы очень яростно атаковали с использованием пехоты, танков и артиллерии, но были отбиты. Попытки захватить Серро-дель-Пуэрко и Валсайн силами 14-й и 31-й бригад под общим командованием генерала Вальтера также не увенчались успехом. Генерал Миаха решил остановить наступление.
3 — 4 июня
3 июня активность полностью прекратилась. В конце дня при поддержке авиации была предпринята только одна атака, чтобы попытаться вернуть шесть танков, застрявших перед франкистскими траншеями в Валсайне. Пять удалось эвакуировать, а последний взорвали, чтобы он не попал в руки противника.
4 июня почти не было никакой активности, республиканские войска отошли на исходные позиции. Франкистские войска также не пытались использовать победу для расширения территории, находящейся под их контролем.

## Потери. Военный опыт
У республиканцев из 12 850 солдат погибло около 1800, примерно 14 % сил, участвовавших в наступлении.
У националистов из 9 225 солдат погибло 1107 солдат, или 12 % сил, участвовавших в обороне.
Неудачные действия новой Народной армии Республики показали, что она ещё не была подготовлена к требованиям современной войны. Республиканцами не проводилась предварительная разведка атакуемой территории. Грузовики с войсками, предназначенными для наступления, прибывали к месту назначения с включенными фарами. В первый день наступления только 3 бригады из 7 запланированных (около 8000 человек из почти 19000) использовались на направлении главного удара. На следующий день это было исправлено, но фактор внезапности был утерян. На протяжении всего наступления преобладали лобовые атаки на позиции противника.
Решающим фактором в победе националистов, начиная с 1 июня, стал абсолютный контроль их авиации в воздухе. Многочисленная республиканская авиация действовала запоздало и плохо, без согласования со своими сухопутными войсками.